# Nuszabad
Nuszabad – miasto w Iranie, w ostanie Isfahan. W 2016 roku liczyło 11 838 mieszkańców.